# Хийттинен
Хи́йттинен (фин. Hiittinen, швед. Hitis) — община (бывший муниципалитет) в области Варсинайс-Суоми в Финляндии.
Расположена южнее Чимиту на островах Росала и Хийттинен, соединяющимися с материкам посредством паромов. В общей сложности в состав бывшего муниципалитета входит более 2 тысяч островов, значительная часть из которых необитаемые.
Изначально община входила в состав муниципалитета Чимиту, а в 1861 году был образован собственный муниципалитет. В 1969 году вошла в состав муниципалитела Драгсфьярд.